# HD 89344
HD 89344，又名BD+25 2231，SAO 81285、HR 4048，是一颗恒星，视星等为6.4，位于銀經208.23，銀緯55.77，其B1900.0坐标为赤經10h 13m 26.5s，赤緯+25° 55.77′ 46″。